# The Immoral Mr. Teas
The Immoral Mr. Teas è un film del 1959, diretto da Russ Meyer.
Il film riscosse un enorme successo di pubblico, incassando un milione e mezzo di dollari, e diede il via al cosiddetto genere dei nudies-cutie.
La pellicola è conservata al MOMA di New York.

## Trama
Il signor Teas (Bill Teas) consegna dentiere agli studi medici, a bordo della sua bicicletta. Teas è un uomo impacciato e timido, che osserva a distanza le coppie felici e sogna ad occhi aperti davanti alle scollature delle donne che incontra. L'unico approccio che riesce ad avere è con una prostituta. 
Dopo aver subito un intervento dal dentista, Teas si accorge che l'anestetico ha addormentato i suoi freni inibitori, regalandogli una vista a raggi X, che gli permette di vedere tutte le donne nude.
L'uomo all'inizio è contento di questo fatto, ma a poco a poco comincia ad essere imbarazzato. Si reca al fiume, ma incontra tre ragazze che fanno il bagno nude. Esse sono le tre ragazze frequentate giornalmente dall'uomo: l'infermiera dello studio dentistico, la segretaria e la cameriera del bar.
Teas si decide ad andare dalla psicanalista, e vede anch'ella nuda. La voce fuori campo commenta: «D'altro canto, certi uomini sono ben contenti di essere malati».

## Produzione
Il film fu girato in soli quattro giorni, con un budget di 27.000 dollari. Le location erano lo studio dentistico di un amico di Meyer, a Oakland, e le strade della città.
Il soggetto del film era già stato utilizzato per un servizio fotografico della rivista Playboy.
Sul set i rapporti tra Meyer e Teas furono turbolenti. In un'intervista il regista asserì che l'attore era perennemente ubriaco. Quando il film ebbe successo, Teas andò a casa di Meyer e pretese altri soldi, sostenendo di essere stato imbrogliato. Meyer lo cacciò di peso, e da allora i due non si parlarono più.